# Ochrocesis
Ochrocesis är ett släkte av skalbaggar. Ochrocesis ingår i familjen långhorningar.
Kladogram enligt Catalogue of Life:
| Ochrocesis | \| \| Ochrocesis evanida \| \| \| \| \| \| Ochrocesis myga \| \| \| \| |
|            | \| \| Ochrocesis evanida \| \| \| \| \| \| Ochrocesis myga \| \| \| \| |
|            | Ochrocesis evanida                                                     |
|            |                                                                        |
|            | Ochrocesis myga                                                        |
|            |                                                                        |